# The Real Slim Shady
"The Real Slim Shady" là một bài hát của rapper người Mỹ Eminem nằm trong album phòng thu thứ ba của anh, The Marshall Mathers LP (2000). Nó được phát hành vào ngày 15 tháng 4 năm 2000 như là đĩa đơn đầu tiên trích từ album bởi Aftermath Entertainment cũng như Shady Records và Interscope Records ở nhiều thị trường khác nhau. Bài hát sau đó cũng xuất hiện trong album tổng hợp đầu tiên của nam rapper, Curtain Call: The Hits (2005). "The Real Slim Shady" được viết lời bởi Eminem, Dr. Dre, Tommy Coster và Mike Elizondo, trong khi phần sản xuất được đảm nhận bởi Dr. Dre và Mel-Man, và là một trong những sự lựa chọn cuối cùng cho The Marshall Mathers LP. Đây cũng là bài hát đầu tiên giúp giới thiệu Slim Shady, một trong số nhiều hình tượng nhân vật khác nhau trong sự nghiệp của nam rapper, bên cạnh Eminem và Marshall Mathers (tên thật của anh).
"The Real Slim Shady" là một bản comedy hip hop và hardcore hip hop với nội dung chế nhạo lại một số trào lưu của nền văn hóa đương đại lúc bấy giờ, và đả kích đến một loạt những nghệ sĩ theo hướng mỉa mai, như Pamela Anderson, Tom Green, Will Smith, Britney Spears, Christina Aguilera và NSYNC. Sau khi phát hành, bài hát nhận được những phản ứng tích cực từ các nhà phê bình âm nhạc, trong đó họ đánh giá cao giai điệu cũng như nội dung hài hước của nó. "The Real Slim Shady" còn gặt hái nhiều giải thưởng và đề cử tại những lễ trao giải lớn, bao gồm chiến thắng một giải Grammy cho Trình diễn solo Rap xuất sắc nhất tại lễ trao giải thường niên lần thứ 43. Nó cũng gặt hái những thành công vượt trội về mặt thương mại, đứng đầu các bảng xếp hạng ở Ireland và Vương quốc Anh, và lọt vào top 10 ở hầu hết những quốc gia nó xuất hiện, bao gồm vươn đến top 5 ở Đan Mạch, Ý, Na Uy, Thụy Điển và Thụy Sĩ. Tại Hoa Kỳ, bài hát đạt vị trí thứ tư trên bảng xếp hạng Billboard Hot 100, trở thành đĩa đơn đầu tiên của Eminem lọt vào top 5 tại đây.
Video ca nhạc cho "The Real Slim Shady" được đồng đạo diễn bởi Dr. Dre và Phillip Atwell với nội dung liên quan trực tiếp đến lời bài hát, bên cạnh sự xuất hiện của nhiều khách mời như Dr. Dre, D12, Fred Durst và Kathy Griffin. Nó đã ngay lập tức nhận được nhiều lượt yêu cầu phát sóng liên tục trên những kênh truyền hình âm nhạc như VH1, BET và MTV, và chiến thắng hai hạng mục trên tổng số sáu đề cử tại giải Video âm nhạc của MTV năm 2000 cho Video của năm và Video xuất sắc nhất của nam ca sĩ. Để quảng bá bài hát, Eminem đã trình diễn "The Real Slim Shady" trên nhiều chương trình truyền hình và lễ trao giải lớn, bao gồm Saturday Night Live, Top of the Pops, giải Brit năm 2001 và giải Video âm nhạc của MTV năm 2000, nơi nam rapper trình diễn trước đội quân những vũ công trong hình tượng nhân vật Slim Shady.

## Danh sách bài hát
| Đĩa CD tại châu Âu 1. "The Real Slim Shady" - 4:46 2. "Bad Influence" - 3:38 Đĩa CD tại Anh quốc 1. "The Real Slim Shady" - 4:44 2. "The Real Slim Shady" (không lời) - 4:44 3. "Guilty Conscience" (bản radio với đoạn hook mới) (hợp tác với Dr. Dre) - 3:19 4. "The Real Slim Shady" (video ca nhạc) - 4:44 | Đĩa CD maxi tại châu Âu 1. "The Real Slim Shady" - 4:44 2. "Bad Influence" - 3:40 3. "The Real Slim Shady" (không lời) - 4:44 4. "My Fault" (Pizza phối) - 3:53 5. "Just Don't Give A F**k" (video ca nhạc) - 4:39 |

## Xếp hạng
| Bảng xếp hạng (2000)                     | Vị trí cao nhất |
| ---------------------------------------- | --------------- |
| Úc (ARIA)                                | 11              |
| Áo (Ö3 Austria Top 40)                   | 6               |
| Bỉ (Ultratop 50 Flanders)                | 7               |
| Bỉ (Ultratop 50 Wallonia)                | 2               |
| Canada (RPM)                             | 6               |
| Đan Mạch (Tracklisten)                   | 3               |
| Châu Âu (European Hot 100 Singles)       | 1               |
| Phần Lan (Suomen virallinen lista)       | 6               |
| Pháp (SNEP)                              | 6               |
| Đức (Official German Charts)             | 7               |
| Ireland (IRMA)                           | 1               |
| Ý (FIMI)                                 | 4               |
| Hà Lan (Dutch Top 40)                    | 6               |
| Hà Lan (Single Top 100)                  | 5               |
| New Zealand (Recorded Music NZ)          | 15              |
| Na Uy (VG-lista)                         | 2               |
| Romania (Romanian Top 100)               | 8               |
| Scotland (OCC)                           | 1               |
| Tây Ban Nha (PROMUSICAE)                 | 6               |
| Thụy Điển (Sverigetopplistan)            | 3               |
| Thụy Sĩ (Schweizer Hitparade)            | 2               |
| Anh Quốc (OCC)                           | 1               |
| Hoa Kỳ Billboard Hot 100                 | 4               |
| Hoa Kỳ Alternative Songs (Billboard)     | 19              |
| Hoa Kỳ Hot R&B/Hip-Hop Songs (Billboard) | 11              |
| Hoa Kỳ Hot Rap Songs (Billboard)         | 7               |
| Hoa Kỳ Pop Airplay (Billboard)           | 13              |
| Hoa Kỳ Rhythmic (Billboard)              | 1               |

| Bảng xếp hạng (2000)                 | Vị trí |
| ------------------------------------ | ------ |
| Australia (ARIA)                     | 57     |
| Austria (Ö3 Austria Top 40)          | 18     |
| Belgium (Ultratop Flanders)          | 30     |
| Belgium (Ultratop Wallonia)          | 10     |
| Denmark (Tracklisten)                | 44     |
| Europe (European Hot 100 Singles)    | 10     |
| Finland (Suomen virallinen lista)    | 80     |
| France (SNEP)                        | 16     |
| Germany (Official German Charts)     | 44     |
| Italy (FIMI)                         | 28     |
| Netherlands (Dutch Top 40)           | 44     |
| Netherlands (Single Top 100)         | 39     |
| Norway Spring Period (VG-lista)      | 18     |
| Norway Summer Period (VG-lista)      | 7      |
| Romania (Romanian Top 100)           | 60     |
| Sweden (Sverigetopplistan)           | 22     |
| Switzerland (Schweizer Hitparade)    | 5      |
| UK Singles (Official Charts Company) | 14     |
| US Billboard Hot 100                 | 41     |
| US Hot R&B/Hip-Hop Songs (Billboard) | 66     |

| Bảng xếp hạng (2000-09)              | Vị trí |
| ------------------------------------ | ------ |
| France (SNEP)                        | 86     |
| UK Singles (Official Charts Company) | 100    |

## Chứng nhận
| Quốc gia                                                                           | Chứng nhận  | Số đơn vị/doanh số chứng nhận |
| ---------------------------------------------------------------------------------- | ----------- | ----------------------------- |
| Áo (IFPI Áo)                                                                       | Vàng        | 15,000*                       |
| Bỉ (BEA)                                                                           | Bạch kim    | 50.000*                       |
| Canada (Music Canada)                                                              | 2× Bạch kim | 0*                            |
| Đan Mạch (IFPI Đan Mạch)                                                           | Vàng        | 30,000‡                       |
| Pháp (SNEP)                                                                        | Vàng        | 250.000*                      |
| Đức (BVMI)                                                                         | Vàng        | 250,000^                      |
| Ý (FIMI)                                                                           | Vàng        | 25.000*                       |
| Na Uy (IFPI)                                                                       | Vàng        | 0*                            |
| Thụy Điển (GLF)                                                                    | Bạch kim    | 40,000^                       |
| Thụy Sĩ (IFPI)                                                                     | Vàng        | 15,000^                       |
| Anh Quốc (BPI)                                                                     | Bạch kim    | 600.000‡                      |
| Hoa Kỳ (RIAA)                                                                      | 4× Bạch kim | 4.000.000‡                    |
| * Chứng nhận dựa theo doanh số tiêu thụ. ^ Chứng nhận dựa theo doanh số nhập hàng. |             |                               |